# Stratencircuit Denver
Het Stratencircuit van Denver is een niet-permanent racecircuit gelegen in de Amerikaanse stad Denver. Van 2002 tot 2006 werd er jaarlijks een Champ Car race georganiseerd, de Grand Prix van Denver. Het circuit is gelegen op de terreinen van het Pepsi Center. In 1990 en 1991 werd er eveneens een Champ Car race gehouden, maar op een andere plaats in de stad.
In 1951 en 1952 werd er eveneens een race gehouden in Denver, georganiseerd door de American Automobile Association, die de voorloper van het Champ Car kampioenschap organiseerde. Winnaars waren respectievelijk Tony Bettenhausen in 1951 en Bill Vukovich in 1952.

## Winnaars
Winnaars op het circuit voor een race uit de Champ Car-kalender.
| Jaar | Rijder             |
| ---- | ------------------ |
| 1990 | Al Unser Jr.       |
| 1991 | Al Unser Jr.       |
| 2002 | Bruno Junqueira    |
| 2003 | Bruno Junqueira    |
| 2004 | Sébastien Bourdais |
| 2005 | Sébastien Bourdais |
| 2006 | A.J. Allmendinger  |